# Камаево (Старокуручевский сельсовет)
Камаево (баш. Ҡамай) — село в Бакалинском районе Республики Башкортостан Российской Федерации. Входит в состав Старокуручевского сельсовета. В селе существуют 4 улицы: Мира, Молодёжная, Речная и Центральная.

## Географическое положение
Расстояние до:
- районного центра (Бакалы): 31 км,
- центра сельсовета (Старокуручево): 12 км,
- ближайшей ж/д станции (Туймазы): 107 км.

## Население
| 2002 | 2009 | 2010 |
| ---- | ---- | ---- |
| 310  | ↘288 | ↘243 |